# Dekanat Węgorzewo
Dekanat Węgorzewo - św. Huberta – jeden z 22 dekanatów w rzymskokatolickiej diecezji ełckiej.

## Parafie
W skład dekanatu wchodzi 9 parafii:
- parafia Trójcy Przenajświętszej – Budry
- parafia św. Maksymiliana Marii Kolbe – Kuty
- parafia Podwyższenia Krzyża Świętego – Olszewo Węgorzewskie
- parafia św. Stanisława Kostki – Pozezdrze
- parafia Chrystusa Króla – Radzieje
- parafia św. Józefa – Węgielsztyn
- parafia Dobrego Pasterza – Węgorzewo
- parafia Matki Bożej Fatimskiej – Węgorzewo
- parafia św. Apostołów Piotra i Pawła – Węgorzewo

## Sąsiednie dekanaty
Giżycko – św. Krzysztofa, Giżycko – św. Szczepana Męczennika, Gołdap, Kętrzyn II – Północny Wschód (archidiec. warmińska)